# هنر بازی
هنر بازی (به انگلیسی: The Art of the Game)، مستندی یک ساعته است که به بررسی اهمیت فرهنگی بازی‌ها با دنبال کردن یک گروه از دانشجویان آکادمی دانشگاه هنر در سان فرانسیسکو برای رقابت در صنعت بازی‌های ویدئویی، می‌پردازد.

## انتشار
این فیلم برای مشاهده همگان بر روی کانال یوتیوب ماشینما، در دسترس است.
قبل از یوتیوب، فیلم در ۸ می در کانال توییچ ماشینیما در ساعت ۱۳:۰۰ و ۱۸:۰۰ پخش شد. برای دیدین فیلم در ایکس باکس لایو باید از طریق برنامه ماشینیما در ایکس باکس وان و اکس باکس ۳۶۰ داشبورد دیده شود.

## نقدها
فوربز فیلم را یک «نامه عشق خاطره انگیز به صنعت بازی‌های ویدئویی» نامید.